# Мачкоље (Трст)
Мачкоље (словеначки Mačkolje, италијански Caresana, Карезана) је насеље у Италији у округу Трст, региону Фурланија-Јулијска крајина.
Према процени из 2011. у насељу је живело 311 становника. Насеље се налази на надморској висини од 106 м.